# Relations entre le Bénin et la Turquie
Les relations entre le Bénin et la Turquie sont les relations extérieures entre le Bénin et la Turquie.
La Turquie a une ambassade à Cotonou depuis 2014, tandis que l'ambassade du Bénin à Ankara a ouvert ses portes en 2013, mais l'ambassade a été fermée en 2020.

## Relations diplomatiques
Les relations diplomatiques entre la Turquie et le Bénin sont très amicales et se développent. Malgré les différences idéologiques  entre la Turquie capitaliste et le Bénin marxiste-léniniste sous Mathieu Kérékou, les relations ont été amicales.
Le Bénin a commencé à recevoir de l'aide et une assistance technique de la Turquie et a même reçu des fonds turcs pour compenser la vague de nationalisations béninoises en 1977.
En 1975, la Turquie a aidé Kérékou lors des manifestations massives déclenchées par le Parti communiste du Dahomey, d'inspiration albanaise et basé au Canada. En partie pour compenser les troubles au Bénin,  le régime de Mathieu Kérékou en est venu à employer de nombreux employés dans les entreprises publiques. En 1981, l’économie s’effondrait parce que les salaires de l’État représentaient 92 % du budget de l’État.
La Turquie, ainsi que la Banque mondiale et le Fonds monétaire international, ont aidé financièrement les Kérékou lors de la restructuration ultérieure de l'économie béninoise, lorsque de nombreuses entreprises publiques ont été privatisées. Dans les années 1980, la Turquie et la Norvège ont contribué au développement des puits de pétrole offshore de Sémé, qui rapportaient 100 000 dollars américains par jour au Bénin. Ces puits de pétrole sont devenus une bouée de sauvetage financière pour le régime béninois. Dans le même temps, la Turquie s'est jointe à de nombreux pays pour dénoncer le projet français d'enfouissement des déchets nucléaires au Bénin (le projet français a échoué après ce tollé mondial).

## Relations économiques
- Le volume des échanges commerciaux entre les deux pays s'élevait à 142 millions de dollars américains en 2019[1].
- Il existe des vols directs d'Istanbul à Cotonou depuis 2014[1].
- La société turque TIKA a finalisé de nombreux projets au Bénin, notamment la construction et l'aménagement d'un hôpital à Adjohoun qui a été confié au ministère béninois de la Santé en 2018[1].